# Каплиця Пресвятої Діви Марії (Зелене)
Каплиця Пресвятої Діви Марії в Зеленому — культова споруда Римсько-католицької церкви в селі Зеленому Гримайлівської громади Чортківського району Тернопільської области України.

## Історія
Спочатку римсько-католицька громада належала до костелу Непорочного Зачаття Пресвятої Діви Марії в Товстому.
- 1923 — за кошти вірних та Львівської курії розпочалося зведення філіальної мурованої каплиці. Земельну ділянку під будівництво святині було виділено місцевим власником Владислав Пінінський.
- 1925 — завершено зведення святині. Тоді в храму був один частково позолочений дерев'яний вівтар з образом Пресвятої Діви Марії. Богослужіння відбувалися за участі душпастирів з Товстого.

Зараз перебуває у непогано збереженому технічному стані.